# Чемпіонат Македонії з футболу 1992—1993
Перша ліга Македонії сезону 1992—1993 — перший, після проголошення незалежності Македонії, сезон вищого дивізіону Македонії з футболу. Чемпіоном став «Вардар» зі столиці Скоп’є, який був єдиним з клубів чемпіонату, що минулого сезону грав у найвищій лізі Югославії. Проте перемога у турнірі не дала змоги взяти участь у єврокубках, бо Македонія на момент завершення чемпіонату ще не була членом УЄФА.

## Клуби
У турнірі взяло участь 18 клубів. Найбільше команд (шість) представляли столицю республіки — Скоп'є. Всі інші населені пункти мали по одній команді. 
| Клуб                      | Місто                | Стадіон         |
| ------------------------- | -------------------- | --------------- |
| «Балкан»                  | Скоп'є               | «Чаїр»          |
| «Беласиця»                | Струмиця             | «Младост»       |
| «Брегальниця»             | Штип                 | Міський стадіон |
| «Борець»                  | Велес                | Міський стадіон |
| «Цементарниця 55»         | Скоп'є               | «Цементарниця»  |
| «Македонія Гьорче Петров» | Скоп'є               | «Гьорче Петров» |
| «Металург»                | Скоп'є               | «Железнарниця»  |
| «Осогово»                 | Кочани               | «Нікола Мантов» |
| «Пелістер»                | Бітола               | «Тумбе Кафе»    |
| «Победа»                  | Прілеп               | «Гоце Делчев»   |
| «Рудар»                   | Пробиштип            | Міський стадіон |
| «Саса»                    | Македонська-Камениця | Міський стадіон |
| «Сілекс»                  | Кратово              | Міський стадіон |
| «Слога Югомагнат»         | Скоп'є               | «Чаїр»          |
| «Тетекс»                  | Тетово               | Міський стадіон |
| «Тиквеш»                  | Кавадарці            | Міський стадіон |
| «Вардар»                  | Скоп'є               | Міський стадіон |
| «Вардарскі»               | Богданці             | Міський стадіон |

## Турнірна таблиця
| Місце | Клуб                      | І  | В  | Н  | П  | ГЗ  | ГП  | РГ   | О  | Примітки             |
| ----- | ------------------------- | -- | -- | -- | -- | --- | --- | ---- | -- | -------------------- |
| 1     | «Вардар»                  | 34 | 27 | 7  | 0  | 119 | 16  | +103 | 61 | Чемпіон              |
| 2     | «Сілекс»                  | 34 | 17 | 6  | 11 | 72  | 50  | +22  | 40 |                      |
| 3     | «Балкан»                  | 34 | 15 | 10 | 9  | 36  | 21  | +15  | 40 |                      |
| 4     | «Пелістер»                | 34 | 14 | 8  | 12 | 47  | 36  | +11  | 36 |                      |
| 5     | «Саса»                    | 34 | 14 | 8  | 12 | 41  | 44  | −3   | 36 |                      |
| 6     | Слога Югомагнат           | 34 | 13 | 8  | 13 | 46  | 37  | +9   | 34 |                      |
| 7     | «Тиквеш»                  | 34 | 12 | 10 | 12 | 52  | 50  | +2   | 34 |                      |
| 8     | «Осогово»                 | 34 | 13 | 8  | 13 | 39  | 41  | −2   | 34 |                      |
| 9     | «Беласиця»                | 34 | 12 | 10 | 12 | 41  | 44  | −3   | 34 |                      |
| 10    | «Рудар»                   | 34 | 15 | 4  | 15 | 44  | 47  | −3   | 34 |                      |
| 11    | «Победа»                  | 34 | 14 | 5  | 15 | 51  | 48  | +3   | 33 |                      |
| 12    | «Борець»                  | 34 | 12 | 8  | 14 | 42  | 43  | −1   | 32 |                      |
| 13    | «Цементарниця 55»         | 34 | 13 | 6  | 15 | 37  | 53  | −16  | 32 |                      |
| 14    | «Македонія Гьорче Петров» | 34 | 10 | 12 | 12 | 31  | 51  | −20  | 32 |                      |
| 15    | «Металург»                | 34 | 12 | 7  | 15 | 37  | 42  | −5   | 31 | Виліт до Другої ліги |
| 16    | «Брегальниця»             | 34 | 11 | 8  | 15 | 38  | 45  | −7   | 30 | Виліт до Другої ліги |
| 17    | «Тетекс»                  | 34 | 12 | 6  | 16 | 35  | 56  | −21  | 30 | Виліт до Другої ліги |
| 18    | «Вардарскі»               | 34 | 2  | 5  | 17 | 16  | 100 | −84  | 9  | Виліт до Другої ліги |

І = Ігор зіграно; В = Ігор виграно; Н = Ігор зіграно внічию; П = Ігор Програно; ГЗ = Голів забито; ГП = Голів пропущено; РГ = Різниця голів; О = Очок

## Бомбардири
| Гравець    | Клуб     | Голів |
| ---------- | -------- | ----- |
| Саша Чирич | «Вардар» | 36    |